# 洪都拉斯总统
宏都拉斯總統（西班牙語：Presidente de Honduras）是宏都拉斯共和國的國家元首和政府首腦，並且同時為宏都拉斯軍隊的總司令。依1982年宏都拉斯憲法規定，總統由公民直接選舉產生，任期四年，不得連任，且需卸任滿十年才可再次參選。

## 总统职责
宏都拉斯在1982年通过的现行宪法第六章第五节中，对作为政府行政部门最高领导人的总统职责和权力做出了规定。总统资格被限定的非常严格，以防止在宏都拉斯出现专政政治、防止军方领袖或商界领袖成为总统。在宏都拉斯，满足以下条件的本国公民方可成为总统候选人：
1. 天生的宏都拉斯人。
2. 参选时必须年满30周岁。
3. 拥有充分公民权利的宏都拉斯公民。
4. 不是任何教堂或者宗教派别的人士。
5. 在参选前六个月内未在宏都拉斯军方服现役。
6. 在参选前六个月内，没有被总统任命担任以下职务：国家部门的部长、副部长、秘书长、副秘书长、选举法院法官、选举法院成员、国家总检察长、国家副总检察长、国家总审计长、国家副总审计长。
7. 在参选前六个月内没有担任过私人控股企业机构的执行人。
8. 在参选前十二个月内没有担任过武装部队或者国家执法机构的官员职务。
9. 配偶或亲属不担任任何部门负责人或军事领袖职务。

洪都拉斯总统每届任期为4年，不得連任

## 宏都拉斯元首列表（1821年－现在）

### 中美洲联邦共和国时期的宏都拉斯总统（1821－1839）
宏都拉斯于1821年9月15日宣布脱离西班牙独立。从1822年1月5日至1823年7月1日宏都拉斯为阿古斯汀·伊图尔维德的墨西哥帝国一部分。1823年7月1日宏都拉斯和沿线中美洲国家(危地马拉、萨尔瓦多、尼加拉瓜和哥斯达黎加)宣布独立，形成短暂的中美洲联邦共和国，也称为中美洲联合省。宏都拉斯在此时期一直是一个成员国，直到1838年才决定独立。
- 迪奥尼西奥·德·埃雷拉：1824年9月16日－1827年5月10日
- 何塞·胡斯托·米利亚：1827年5月10日－1827年9月13日
- 克莱托·本达尼亚：1827年9月13日－1827年10月24日
- 何塞·赫罗尼莫·塞拉亚：1827年10月27日－11月11日
- 米格尔·尤西比奥·布斯塔曼特：1827年11月11日－11月26日
- 弗朗西斯科·莫拉桑：1827年11月26日－1828年6月30日
- 迭戈·比吉尔·伊·科卡尼亚：1828年6月30日－1829年12月2日
- 弗朗西斯科·莫拉桑：1829年12月2日－12月24日
- 胡安·安格尔·阿里亚斯：1829年12月24日－1830年4月22日
- 弗朗西斯科·莫拉桑：1830年4月22日－7月28日
- 何塞·桑托斯·德尔瓦列：1830年7月28日－1831年3月12日
- 何塞·安东尼奥·马尔克斯：1831年3月12日－1832年3月22日
- 何塞·弗朗西斯科·米拉·格瓦拉：1832年3月22日－1833年1月7日
- 华金·里维拉：1833年1月7日－1836年12月31日
- 何塞·玛丽亚·马丁内斯·萨利纳斯（代理）：1837年1月1日－1837年5月28日
- 胡斯托·何塞·埃雷拉：1837年5月28日－1838年9月3日
- 何塞·玛丽亚·马丁内斯·萨利纳斯：1838年9月3日－1838年11月12日
- 何塞·林诺·马图特：1838年11月12日－1839年1月9日

### 独立后的宏都拉斯共和国总统（1839－现在）
| 总统                                                 | 总统 | 就任          | 离任          | 政党     |
| ---------------------------------------------------- | ---- | ------------- | ------------- | -------- |
| 胡安·弗朗西斯科·德·莫利纳 (Juan Francisco de Molina) |      | 1839年1月11日 | 1839年4月13日 | 自由党   |
| 费利佩·内里·梅迪纳（代理） (Felipe Neri Medina)      |      | 1839年4月13日 | 1839年4月15日 | 自由党   |
| 胡安·何塞·阿尔瓦拉多（代理） (Juan José Alvarado)    |      | 1839年4月15日 | 1839年4月27日 | 无       |
| 何塞·玛丽亚·格雷罗（代理） (José María Guerrero)     |      | 1839年4月27日 | 1839年8月10日 | 保守党   |
| 马里亚诺·加里戈（代理） (Mariano Garrigó)            |      | 1839年8月10日 | 1839年8月20日 | 无       |
| 何塞·玛丽亚·布斯蒂略（代理） (José María Bustillo)   |      | 1839年8月20日 | 1839年8月27日 | 保守党   |
| 部长会议                                             |      | 1839年8月27日 | 1839年9月21日 | 部长会议 |

### 19世纪总统
| 总统                                                       | 总统 | 就任           | 离任           | 政党     |
| ---------------------------------------------------------- | ---- | -------------- | -------------- | -------- |
| 弗朗西斯科·塞拉亚·阿耶斯（代理） (Francisco Zelaya y Ayes) |      | 1839年9月21日  | 1841年1月1日   | 保守党   |
| 弗朗西斯科·费雷拉 (Francisco Ferrera)                      |      | 1841年1月1日   | 1842年12月31日 | 保守党   |
| 部长会议                                                   |      | 1843年1月1日   | 1843年2月23日  | 部长会议 |
| 弗朗西斯科·费雷拉 (Francisco Ferrera)                      |      | 1843年2月23日  | 1844年12月31日 | 保守党   |
| 部长会议                                                   |      | 1845年1月1日   | 1845年1月8日   | 部长会议 |
| 科罗纳多·查韦斯 (Coronado Chávez)                          |      | 1845年1月8日   | 1847年1月1日   | 保守党   |
| 部长会议                                                   |      | 1847年1月1日   | 1847年2月12日  | 部长会议 |
| 胡安·林多 (Juan Lindo)                                     |      | 1847年2月12日  | 1852年2月1日   | 保守党   |
| 弗朗西斯科·戈麦斯（代理） (Francisco Gómez)                |      | 1852年2月1日   | 1852年3月1日   | 自由党   |
| 何塞·特里尼达德·卡瓦尼亚斯 (José Trinidad Cabañas)         |      | 1852年3月1日   | 1855年10月18日 | 自由党   |
| 何塞·桑蒂亚戈·布埃索（代理） (José Santiago Bueso)         |      | 1855年10月18日 | 1855年11月8日  | 自由党   |
| 弗朗西斯科·德·阿吉拉尔（代理） (Francisco de Aguilar)      |      | 1855年11月8日  | 1856年2月17日  | 自由党   |
| 何塞·桑托斯·瓜迪奥拉 (José Santos Guardiola)               |      | 1856年2月17日  | 1862年1月11日  | 保守党   |
| 何塞·弗朗西斯科·蒙特斯（代理） (José Francisco Montes)     |      | 1862年1月11日  | 1862年2月4日   | 自由党   |
| 维多里亚诺·卡斯特利亚诺斯（代理） (Victoriano Castellanos) |      | 1862年2月4日   | 1862年12月11日 | 自由党   |
| 何塞·弗朗西斯科·蒙特斯（代理） (José Francisco Montes)     |      | 1862年12月11日 | 1863年9月7日   | 自由党   |
| 何塞·玛丽亚·梅迪纳（代理） (José María Medina)             |      | 1863年9月7日   | 1863年12月31日 | 保守党   |
| 弗朗西斯科·伊内斯特罗萨（代理） (Francisco Inestroza)      |      | 1863年12月31日 | 1864年3月15日  | 保守党   |
| 何塞·玛丽亚·梅迪纳 (José María Medina)                     |      | 1864年3月15日  | 1872年7月26日  | 保守党   |
| 塞莱奥·阿里亚斯（临时） (Céleo Arias)                      |      | 1872年7月26日  | 1874年1月13日  | 自由党   |
| 庞西亚诺·雷瓦 (Ponciano Leiva)                             |      | 1874年1月13日  | 1876年6月8日   | 保守党   |
| 马塞利诺·梅希亚（临时） (Marcelino Mejía)                  |      | 1876年6月8日   | 1876年6月13日  | 保守党   |
| 克雷斯森西奥·戈麦斯（临时） (Crescencio Gómez)             |      | 1876年6月13日  | 1876年8月12日  | 保守党   |
| 何塞·玛丽亚·梅迪纳（临时） (José María Medina)             |      | 1876年8月12日  | 1876年8月27日  | 保守党   |
| 马尔科·奥雷利奥·索托 (Marco Aurelio Soto)                  |      | 1876年8月27日  | 1883年10月19日 | 自由党   |
| 部长会议                                                   |      | 1883年10月19日 | 1883年11月30日 | 部长会议 |
| 路易斯·博格兰 (Luis Bográn)                                |      | 1883年11月30日 | 1891年11月30日 | 保守党   |
| 庞西亚诺·雷瓦 (Ponciano Leiva)                             |      | 1891年11月30日 | 1893年8月7日   | 保守党   |
| 多明戈·巴尔克斯 (Domingo Vásquez)                          |      | 1893年8月7日   | 1894年2月22日  | 保守党   |
| 波利卡波·博尼利亚 (Policarpo Bonilla)                      |      | 1894年2月22日  | 1899年2月1日   | 自由党   |

### 20世纪总统
| 总统                                                                               | 总统 | 就任           | 离任           | 政党   |
| ---------------------------------------------------------------------------------- | ---- | -------------- | -------------- | ------ |
| 特伦西奥·谢拉 (Terencio Sierra，1839–1907)                                         |      | 1899年2月1日   | 1903年2月1日   | 自由党 |
| 胡安·安赫尔·阿里亚斯 (Juan Ángel Arias Boquín，1859–1927)                          |      | 1903年2月1日   | 1903年4月13日  | 自由党 |
| 曼努埃尔·博尼利亚 (Manuel Bonilla，1849–1913)                                      |      | 1903年4月13日  | 1907年2月25日  | 国民党 |
| 米格尔·奥克里·布斯蒂略 (Miguel Oquelí Bustillo，1856–1938) （临时军政府主席）      |      | 1907年2月25日  | 1907年4月18日  | 自由党 |
| 米格尔·达维拉 (Miguel R. Dávila，1856–1927)                                        |      | 1907年4月18日  | 1911年3月28日  | 国民党 |
| 弗朗西斯科·贝特朗德 (Francisco Bertrand，1866–1926) （代理）                       |      | 1911年3月28日  | 1912年2月1日   | 国民党 |
| 曼努埃尔·博尼利亚 (Manuel Bonilla，1849–1913)                                      |      | 1912年2月1日   | 1913年3月21日  | 国民党 |
| 弗朗西斯科·贝特朗德 (Francisco Bertrand，1866–1926)                                |      | 1913年3月21日  | 1919年9月9日   | 国民党 |
| 萨尔瓦多·阿吉雷 (Salvador Aguirre，1862–1947) （代理）                             |      | 1919年9月9日   | 1919年9月16日  | 国民党 |
| 比森特·梅希亚·科林德雷斯 (Vicente Mejía Colindres，1878–1966) （代理）             |      | 1919年9月16日  | 1919年10月5日  | 自由党 |
| 弗朗西斯科·博格兰 (Francisco Bográn，1852–1946) （代理）                           |      | 1919年10月5日  | 1920年2月1日   | 自由党 |
| 拉斐尔·洛佩斯·古铁雷斯 (Rafael López Gutiérrez，1855–1924)                         |      | 1920年2月1日   | 1924年3月10日  | 自由党 |
| 弗朗西斯科·布埃索 (Francisco Bueso，1860–?) （代理）                               |      | 1924年3月10日  | 1924年4月27日  | 自由党 |
| 比森特·托斯塔 (Vicente Tosta，1886–1930) （临时）                                  |      | 1924年4月30日  | 1925年2月1日   | 自由党 |
| 米格尔·帕斯·巴拉奥纳 (Miguel Paz Barahona，1863–1937)                              |      | 1925年2月1日   | 1929年2月1日   | 国民党 |
| 比森特·梅希亚·科林德雷斯 (Vicente Mejía Colindres，1878–1966)                      |      | 1929年2月1日   | 1933年2月1日   | 自由党 |
| 蒂武西奧·卡里亞斯·安迪諾 (Tiburcio Carías Andino，1876–1966)                       |      | 1933年2月1日   | 1949年1月1日   | 国民党 |
| 胡安·曼努埃爾·加爾維斯 (Juan Manuel Gálvez，1887–1972)                             |      | 1949年1月1日   | 1954年12月5日  | 国民党 |
| 胡利歐·羅薩諾·迪亞斯 (Julio Lozano Díaz，1885–1957) （最高国家元首）               |      | 1954年12月5日  | 1956年10月21日 | 国民党 |
| 军事政府委员会                                                                     |      | 1956年10月21日 | 1957年12月21日 | 军人   |
| 拉蒙·比列达·莫拉莱斯 (Ramón Villeda Morales，1909–1971)                            |      | 1957年12月21日 | 1963年10月3日  | 自由党 |
| 奧斯瓦爾多·羅培茲·阿雷利亞諾 (Oswaldo López Arellano，1921–2010)                   |      | 1963年10月3日  | 1971年6月7日   | 军人   |
| 拉蒙·埃内斯托·克鲁斯 (Ramón Ernesto Cruz Uclés，1903–1985)                         |      | 1971年6月7日   | 1972年12月4日  | 国民党 |
| 奧斯瓦爾多·羅培茲·阿雷利亞諾 (Oswaldo López Arellano，1921–2010) (国家元首)        |      | 1972年12月4日  | 1975年4月22日  | 军人   |
| 胡安·阿尔韦托·梅尔加·卡斯特罗 (Juan Alberto Melgar Castro，1930–1987) （国家元首） |      | 1975年4月22日  | 1978年8月7日   | 军人   |
| 波利卡波·帕斯·加西亚 (Policarpo Paz García，1932–2000) （临时）                    |      | 1978年8月7日   | 1982年1月27日  | 军人   |

### 1982年宪法下的总统
| 总统                                                                | 总统 | 就任          | 离任          | 政党   |
| ------------------------------------------------------------------- | ---- | ------------- | ------------- | ------ |
| 罗伯托·苏阿索·科尔多瓦 (Roberto Suazo Córdova，b. 1927–2018)        |      | 1982年1月27日 | 1986年1月27日 | 自由党 |
| 何塞·阿斯科納·德爾奧約 (José Azcona del Hoyo，1927–2005)            |      | 1986年1月27日 | 1990年1月27日 | 自由党 |
| 拉斐尔·莱昂纳多·卡列哈斯 (Rafael Leonardo Callejas Romero，b. 1943) |      | 1990年1月27日 | 1994年1月27日 | 国民党 |
| 卡洛斯·罗伯托·雷纳 (Carlos Roberto Reina，1926–2003)                |      | 1994年1月27日 | 1998年1月27日 | 自由党 |
| 卡洛斯·罗伯托·弗洛雷斯 (Carlos Roberto Flores，b. 1950)             |      | 1998年1月27日 | 2002年1月27日 | 自由党 |

### 21世纪宏都拉斯总统
| 总统                                                     | 总统 | 就任          | 离任          | 政党       |
| -------------------------------------------------------- | ---- | ------------- | ------------- | ---------- |
| 里卡多·马杜罗 (Ricardo Rodolfo Maduro Joest，b. 1946)    |      | 2002年1月27日 | 2006年1月27日 | 国民党     |
| 曼努埃尔·塞拉亚 (Manuel Zelaya Rosales，b. 1951)         |      | 2006年1月27日 | 2009年6月28日 | 自由党     |
| 罗伯托·米切莱蒂 (Roberto Micheletti，b. 1943) （代理）   |      | 2009年6月28日 | 2010年1月27日 | 自由党     |
| 波爾菲里奧·洛沃·索萨 (Porfirio Lobo Sosa，b. 1947)       |      | 2010年1月27日 | 2014年1月27日 | 国民党     |
| 胡安·奥兰多·埃尔南德斯 (Juan Orlando Hernández，b. 1968) |      | 2014年1月27日 | 2022年1月27日 | 国民党     |
| 希奥玛拉·卡斯特罗 (Iris Xiomara Castro，b. 1959)         |      | 2022年1月27日 | 現任          | 自由和重建 |